# Entgräten

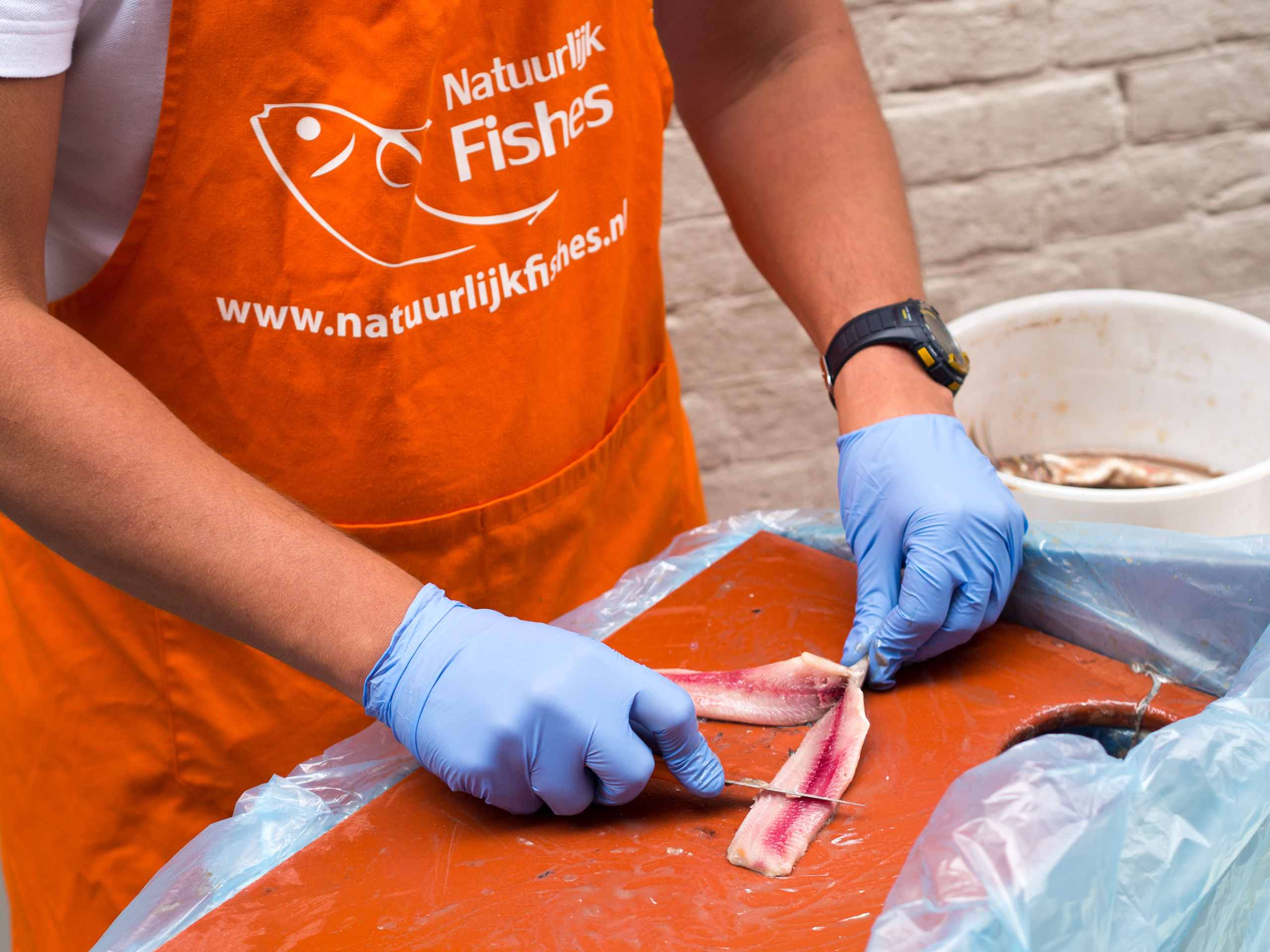
Reinigung und Entgräten eines Herings

Als Entgräten bezeichnet man das Entfernen der Gräten aus Speisefischen.
Es gilt als Vorbereitungsverfahren für die Zubereitung von Speisen. Man unterscheidet dabei das grobe Entfernen des Fischfleisches vom Skelett vom Filetieren, bei dem das Fischfilet frei von Gräten und Parüren (ggf. auch enthäutet) zugeschnitten wird. Als Spezialwerkzeuge dienen Fischmesser mit kurzen breiten Klingen und Fischzangen bzw. -pinzetten, um Grätenspitzen aus dem Filet zu entfernen.